# Église Saint-Pierre de Saint-Pée-sur-Nivelle
L'église Saint-Pierre est située à Saint-Pée-sur-Nivelle, dans les Pyrénées-Atlantiques. Dédiée à saint Pierre, elle dépend pour le culte du diocèse de Bayonne.

## Description
Construite à la fin du XVe siècle et remaniée au XVIIIe siècle, cette grande église qui domine le village mesure 30 m de long, 15 m de large et 15 m de haut. Elle possède un imposant clocher-tour, comparable à ceux d'Ascain et de Sare, mais avec des contreforts. À l'extérieur, on remarque un cadran solaire et deux gargouilles. Un petit cours d'eau passe sous l'église.
La nef est entourée d'une tribune en bois sur trois niveaux. Les vitraux représentent saint Paul, saint Pierre, saint Marc et saint Luc. L'orgue fut construit par Joseph Merklin vers 1886 et modifié par Hervé de Bonnault en 1977. Le sol est pavé de 83 dalles funéraires dont une de 1507.
Dans le chœur se trouve un grand retable du XVIIIe siècle au centre duquel l'on remarque une statue de saint Pierre entourée de deux bas reliefs représentant deux scènes de sa vie (le coq et les liens). Au sommet est représentée la Crucifixion. Dans la partie de gauche se trouvent les statues de saint Jean-Baptiste, de la Vierge à l'Enfant et de saint François d'Assise. À droite, saint Joseph est entouré de deux autres saints. La voûte de ce retable a une forme de coquille Saint-Jacques, en référence aux pèlerins qui passaient par Saint-Pée pour rejoindre Compostelle.
L'édifice est inscrit aux monuments historiques en 2014, puis classé le 9 juin 2015.
Une plaque est installée sous le porche à la mémoire de Théophile Bonnet M.E.P. (1921-1961), natif de Saint-Pée et martyr à Kontum dans les plateaux du centre du Viêtnam.

## Galerie d'images

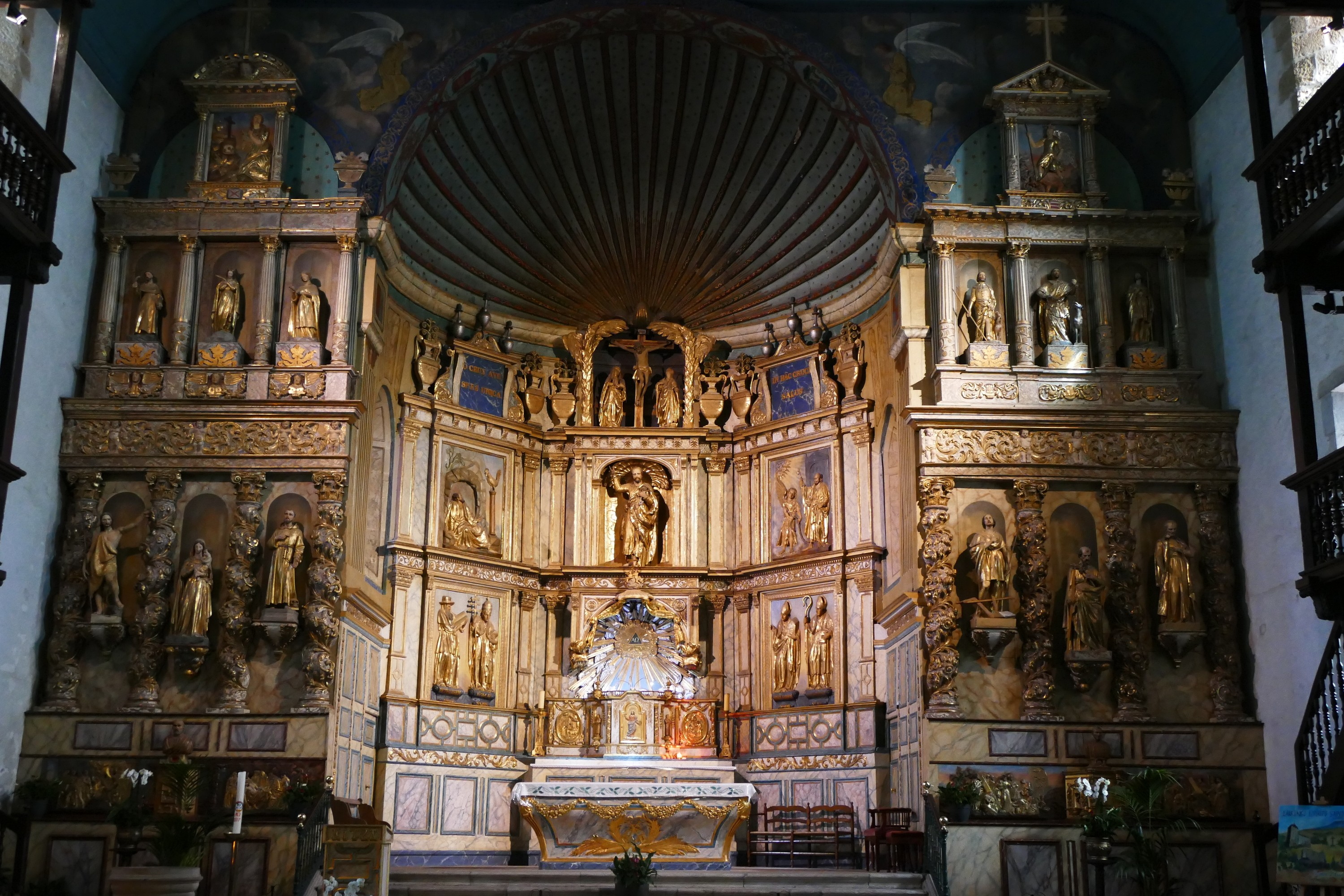
Le chœur et le retable.
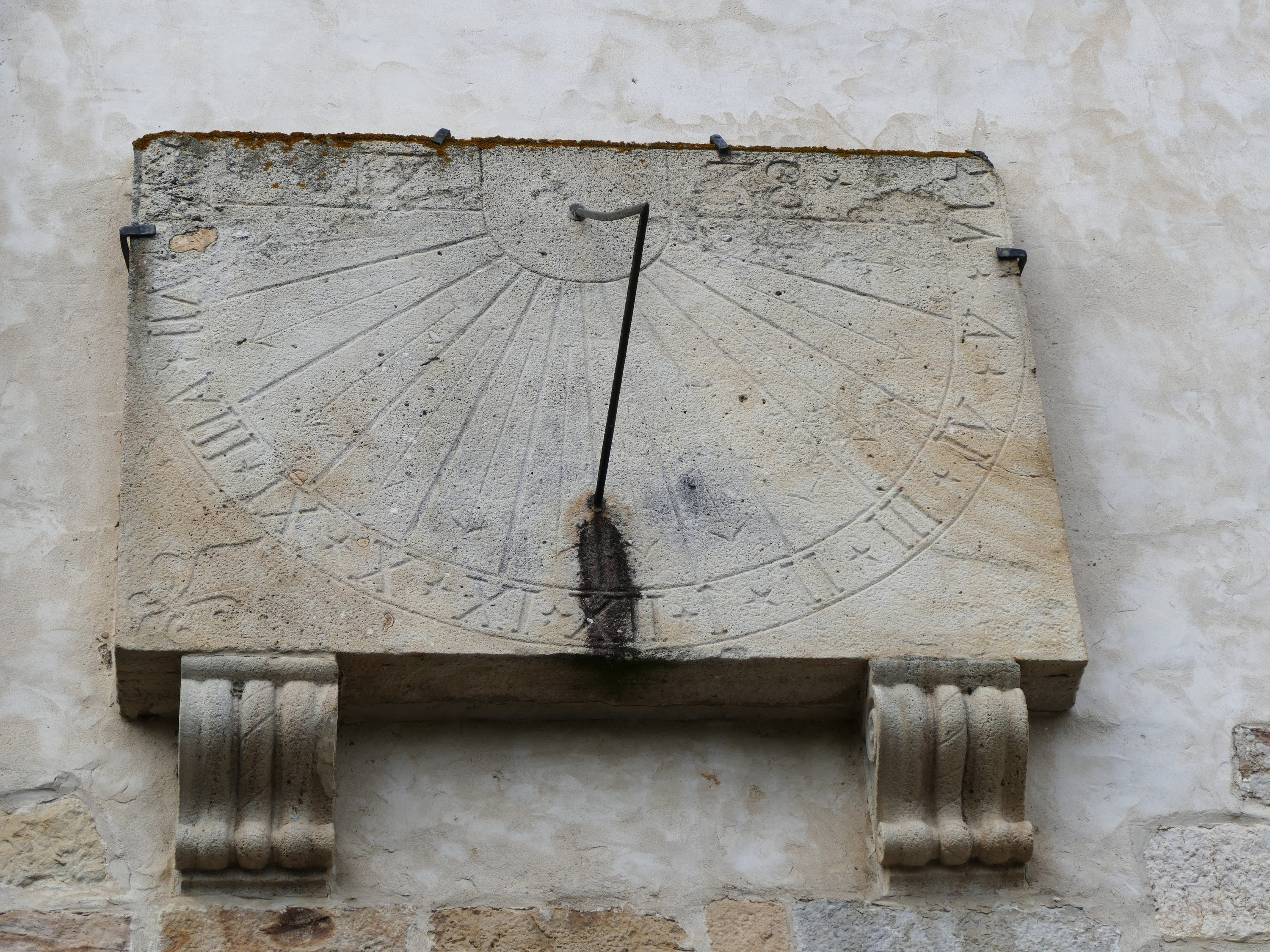
Cadran solaire.
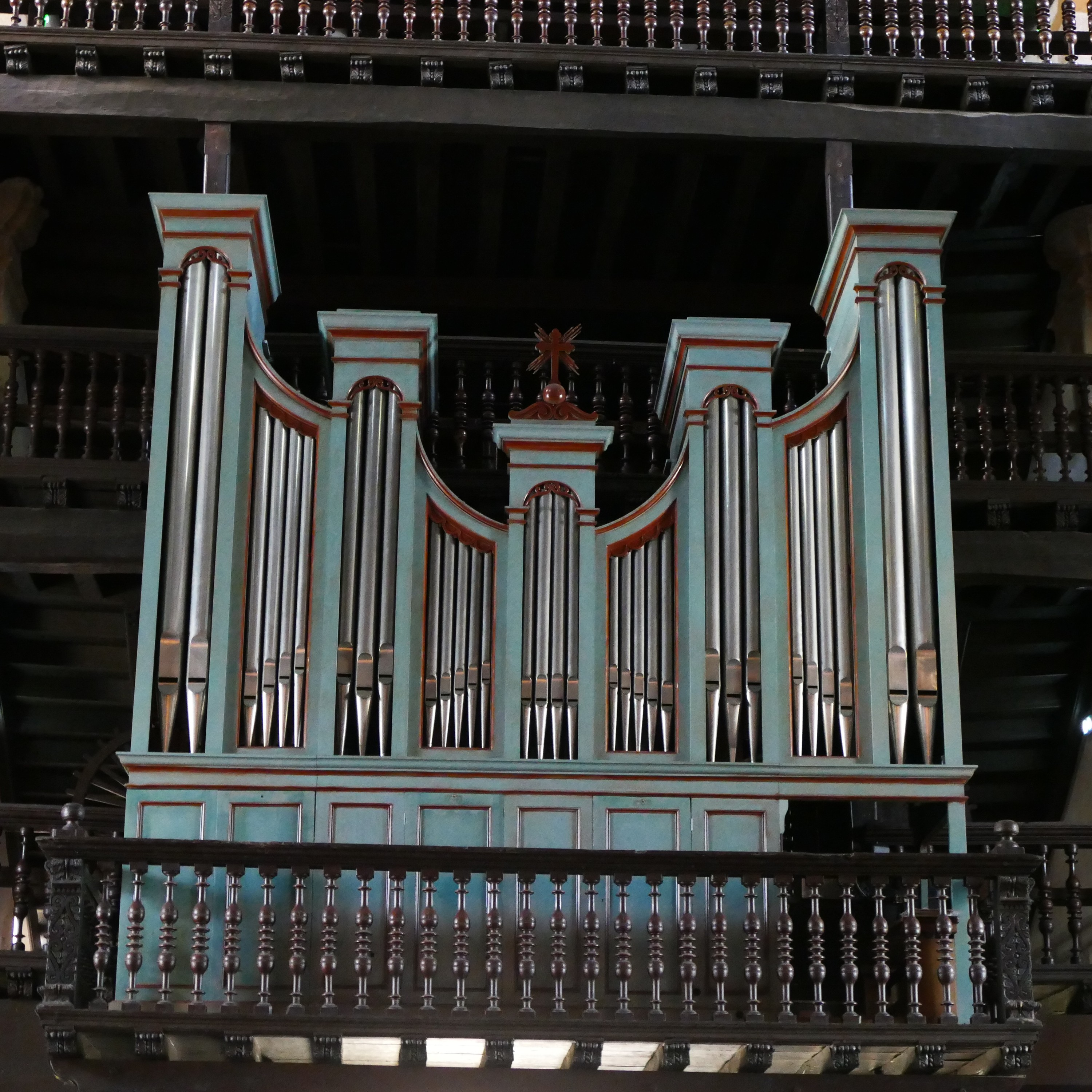
Orgue.
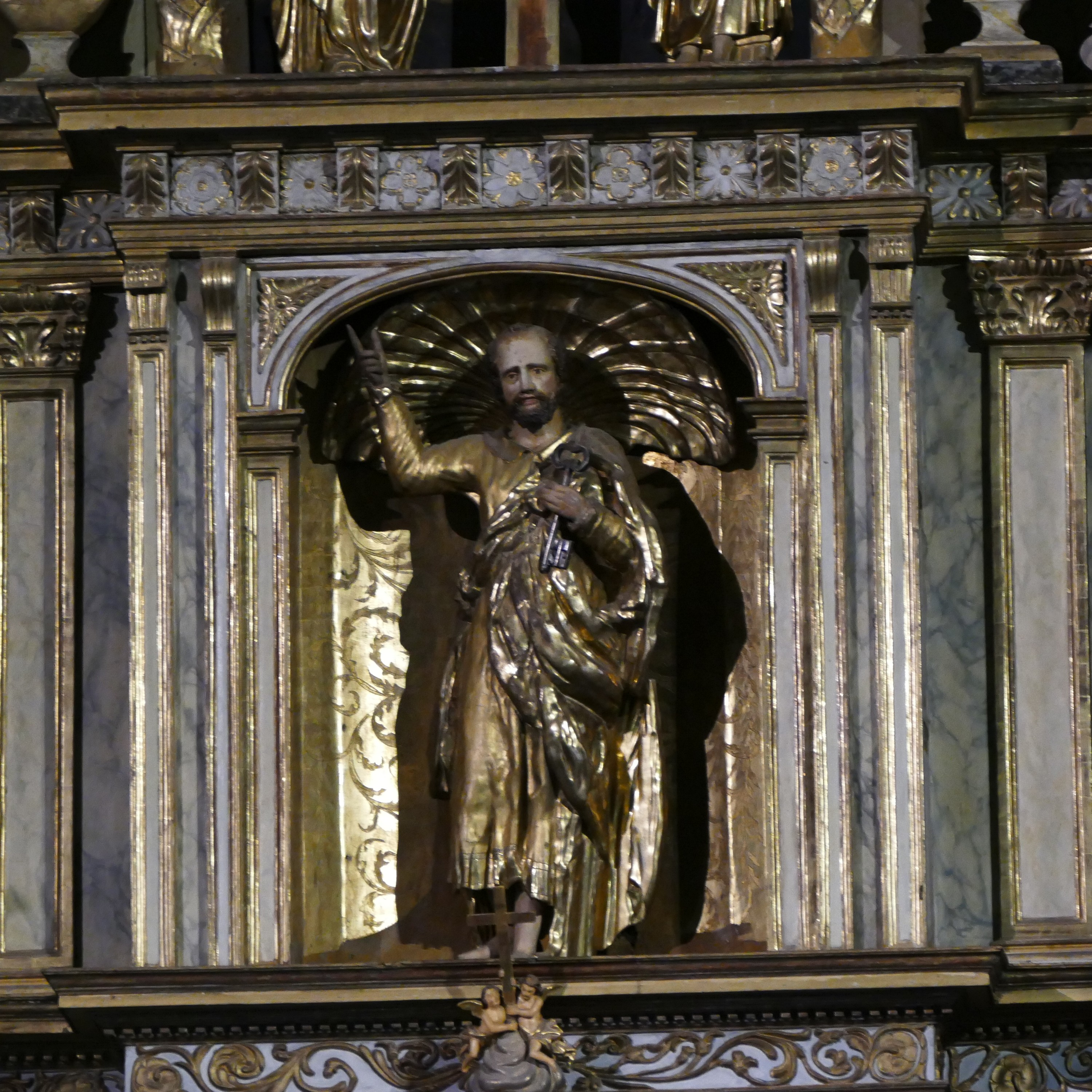
Détail du retable, statue de saint Pierre.
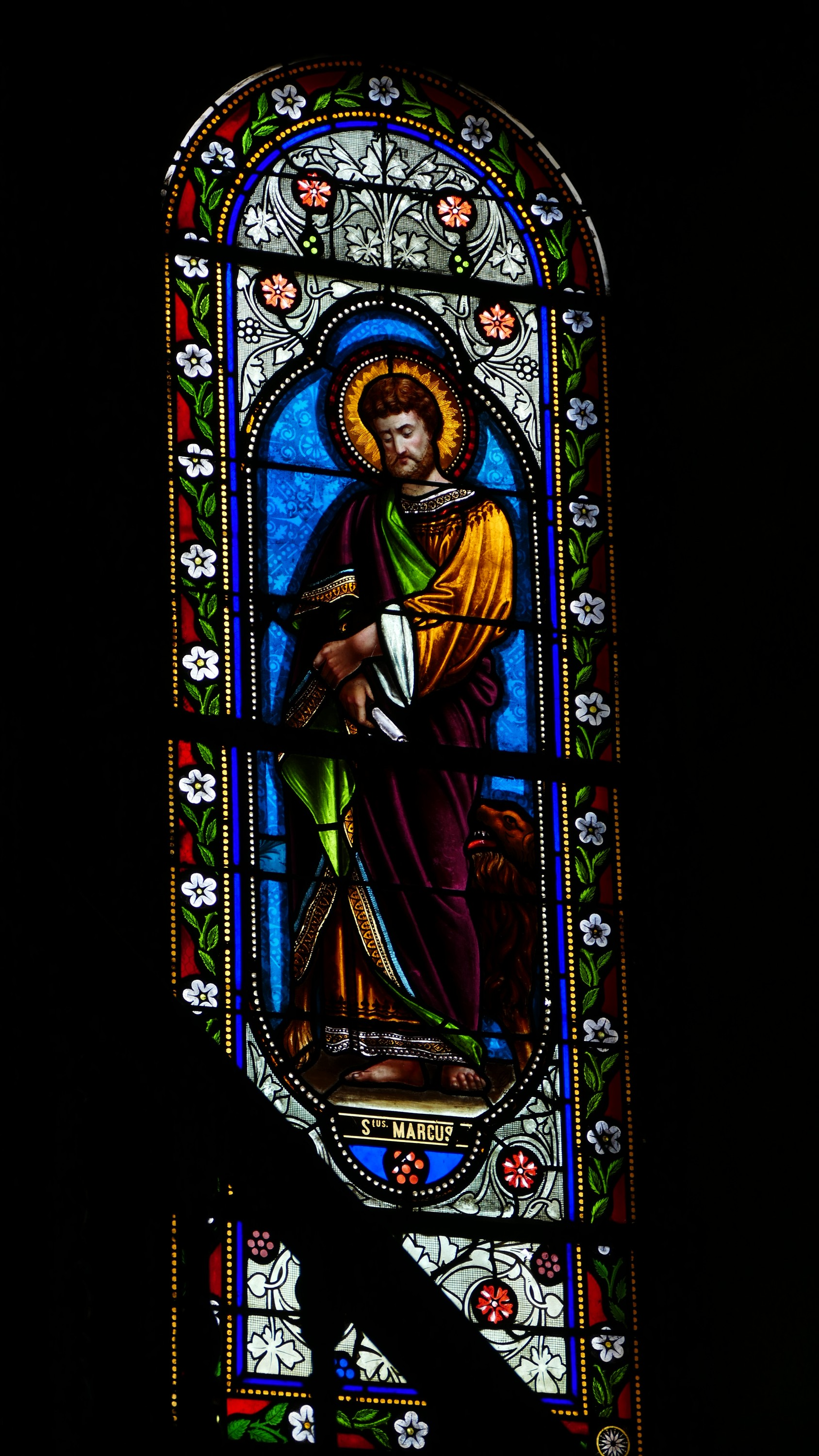
Vitrail représentant saint Marc.
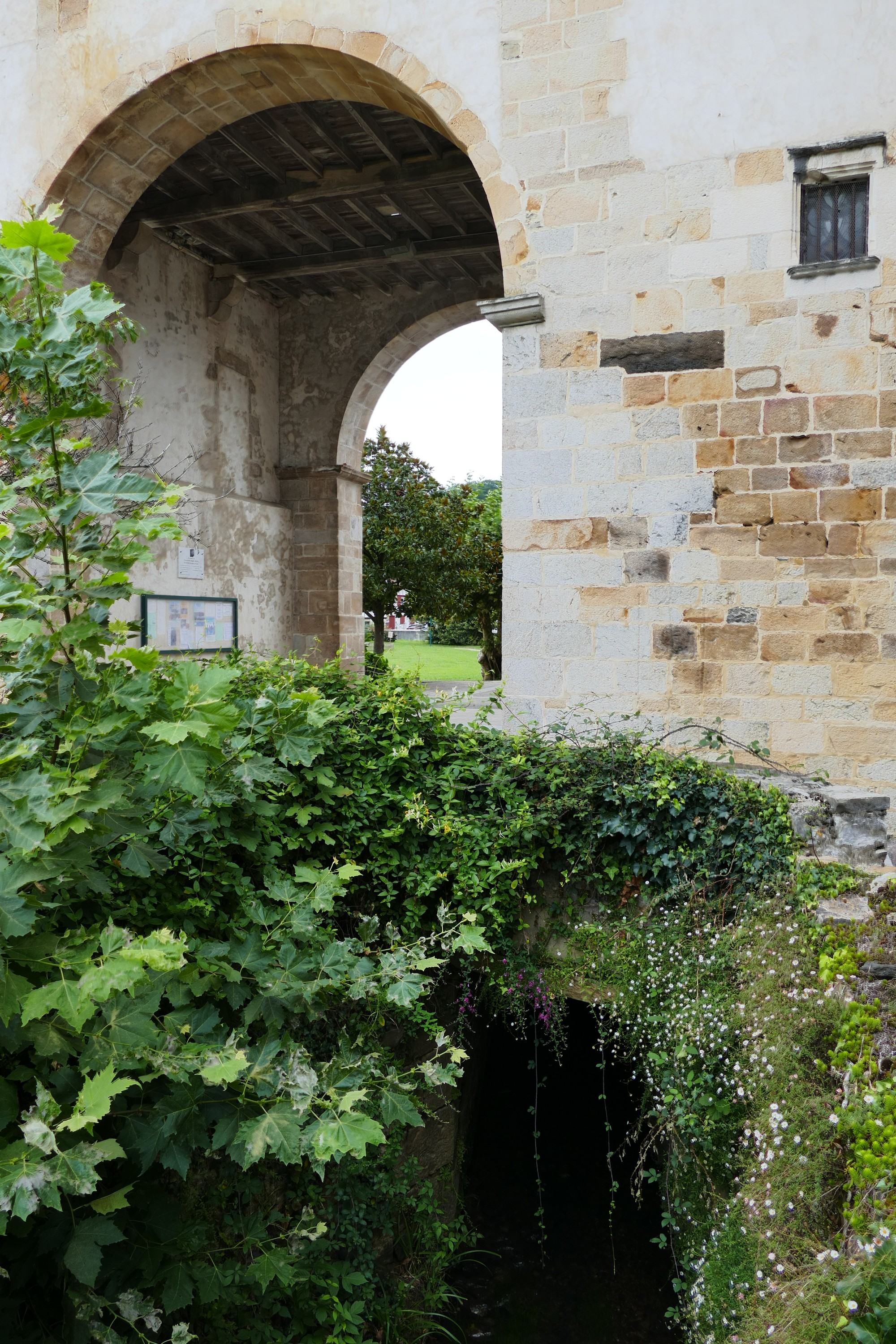
Cours d'eau sous l'église.
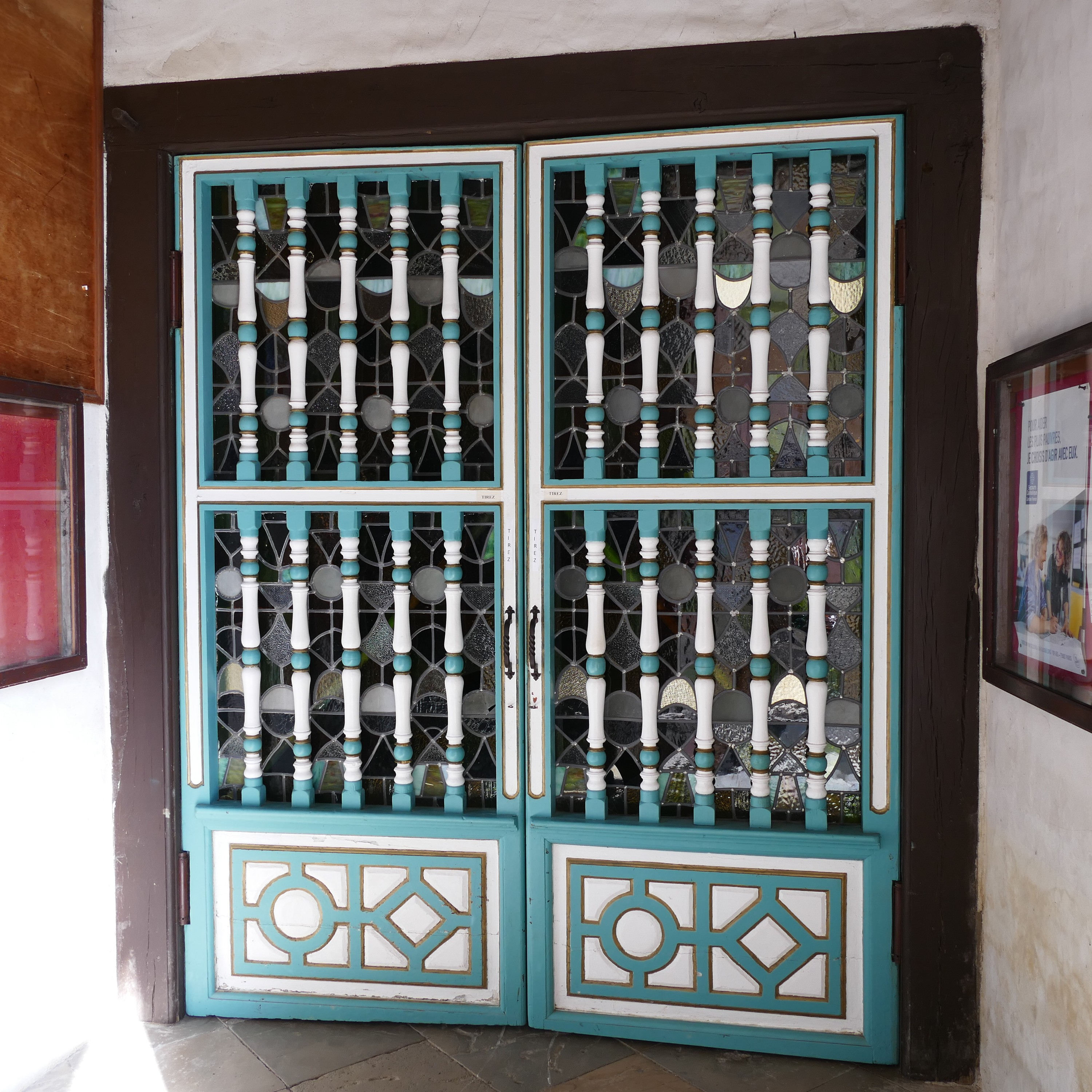
Porte.

## Personnalités baptisées à Saint-Pierre
- Théophile Bonnet MEP (1921-1961), martyr et missionnaire en Indochine
- Jean Larregain MEP (1888-1942), vicaire apostolique en Chine